# Volovska glava
Volovska glava je uzvisina iznad Zenice. Najviša kota je na 585 metara nadmorske visine. Nalazi se s jugozapadne strane. Okružuju ju Gornje i Donje Vardište, Velika i Mala Broda, Krivače i Crnile.
Potječe iz miocena i nalazi se u povlatnoj vapnenačkoj zoni s povlatnim slojevima ugljena.

## Vanjske poveznice
- (boš.) Afan Abazović Bakir, uspon iz Popove bašte na Volovsku glavu, 24. kolovoza 2017.